# Сарг
Сарг, или клюворыл (лат. Diplodus vulgaris) — вид лучепёрых рыб из семейства спаровых (Sparidae).
Встречается в восточной Атлантике от Бискайского залива до Кабо-Верде и Канарских островов, в Средиземном море, а также у Анголы и Южной Африки. В Чёрном море отмечается только у берегов Турции и Болгарии. 
Морская бенто-пелагическая рыба. Длина тела в среднем 30 см, максимальная длина — до 45 см, вес 1,3 кг. На голове два больших глаза и маленький рот. Спина и боковые стороны серебристо-синие с жёлтыми продольными полосами. Перед спинным плавником и за ним имеются поперечные чёрные полосы.
Рыбы плавают в одиночку или небольшими группами. Обитают вблизи побережья на скалистом дне, реже на песчаном, молодые особи — в зарослях посидонии, предпочитая глубины до 50 м, но встречаются и на глубине до 160 м. Питаются ракообразными, моллюсками и червями.